# Posest
Posest je pojem značilen za stvarno pravo. Posest je pravno dejstvo dejanskega stanja, da ima nekdo v oblasti določeno stvar. Zaradi hitrejšega postopka je uvedeno že v antiki posestno varstvo kot način uveljavljanja pravne države nasproti nedovoljenem posegu v premoženje med državljani. Dejstvo posesti predvideva posestnika kot lastnika posedujoče premičnine, a ne nadomesti lastninskega spora. Sam pojem posesti ne priznava pravice.

## Teorije o sestavinah posesti
Rimsko pravo je zahtevalo poleg dejanske oblasti tudi voljo (animus) do posedovanja stvari. To je prvi opustil nemški civilni zakonik leta 1900, v Sloveniji se uporablja kot pogoj dejansko oblast nad stvarjo od 1980.

## Razlikovanje

### Soposest
Več oseb izvršuje posest tako, da posedujejo stvar skupaj. Hkrati ali zaporedoma izvršujejo oblast nad stvarjo. Primer: Delitev sefa.

### Deljena posest
Vsaka izmed več oseb izključno posedujo točno določen del stvari.
- neposredna deljena posest - vrtičkarji so neposredni posestniki svoje zaplate, a najemodajalec je posredni posestnik zemljiške parcele.
- posredna deljena posest - najemnik najame več sosednjih zemljišč za en sam namen, najemodajalci so posredni delni posestniki.

### (Ne)dobroverna posest
Dobroverni posestnik je vsak posestnik, ki svojo posest izvršuje na podlagi pravnega naslova, ki zagotavlja upravičenost posedovanja (primer najemnik stanovanja).

### (Ne)lastniška posest
Nelastniški posestnik je, kdor ima posest brez volje imeti jo za svojo in priznava višjo pravno oblast posrednega posestnika. Lastniški posestnik je, kdor izvršuje posest, kot da bi bila stvar njegova.

### (Ne)posredna posest
Posredna posest je izvrševanje dejanske oblasti nad stvarjo prek drugega, ki ima neposredno posest na podlagi kakršnegakoli pravnega temelja. Pravna vez med posrednim in neposrednim posestnikom se imenuje posestno posredovalno razmerje. Publicitetne znake pri nepremičninah lahko kaže le neposredni posestnik.

## Posestno varstvo
V razmerju med več posestniki iste stvari se šteje za motilno vsako ravnanje, ki samovoljno spreminja ali ovira dotedanji način izvrševanja posesti.

### Samopomoč
Posestnik ima pravico do samopomoči proti tistemu, ki neupravičeno moti njegovo posest ali mu jo odvzame. Pogoj pa je, da je nevarnost neposredna, da je samopomoč takojšnja in nujna ter da način samopomoči ustreza okoliščinam, v katerih obstaja nevarnost.

### Sodno varstvo
Sodno varstvo pred motenjem oziroma odvzemom posesti je mogoče zahtevati v tridesetih dneh od dneva, ko je posestnik zvedel za motenje in storilca, najpozneje pa v enem letu od dneva, ko je motenje nastalo. Posestnik nima pravnega varstva, če motenje ali odvzem posesti temelji na zakonu.
Sodišče daje varstvo glede na zadnje stanje posesti in nastalo motenje. Pri tem se ne upoštevata pravica do posesti in dobrovernost posestnika. Tudi posestnik, ki je pridobil posest s silo, na skrivaj ali z zlorabo zaupanja, ima pravico do varstva, razen nasproti tistemu, od katerega je na tak način prišel do posesti, če je ta izvrševal dovoljeno samopomoč.

#### Obseg sodnega varstva
Z odločbo o zahtevku za varstvo pred motenjem posesti odredi sodišče prepoved nadaljnjega motenja posesti oziroma odredi vrnitev odvzete posesti ter druge ukrepe, potrebne za varstvo pred nadaljnjim motenjem. Ne glede na spor zaradi motenja posesti (32. člen) je mogoče zahtevati sodno varstvo posesti iz naslova pravice do posesti.

### Posledice posesti ob samem varstvu
Dolgotrajna dobroverna posest lahko pomeni priposestvovanje oziroma izvirna pridobitev lastninske pravice na posedovanem po zakonu.